# Timothy West
Timothy Lancaster West (Bradford, 20 ottobre 1934 – Londra, 12 novembre 2024) è stato un attore britannico.

## Biografia
Unico figlio di Olive Carleton-Crowe (1902–1985) e dell'attore Lockwood West (1905–1989), aveva una sorella, Patricia, di cinque anni più giovane di lui. Studiò alla John Lyon School, Harrow on the Hill, alla Bristol Grammar School, dove fu compagno di classe di Julian Glover, e al Regent Street Polytechnic (ora Università di Westminster).
Si sposò due volte: dal 1956 al 1961 con Jacqueline Boyer, da cui ebbe una figlia, Juliet; dal 1963 in poi con l'attrice Prunella Scales, da cui ebbe due figli, Samuel e Joseph.

## Filmografia parziale

### Cinema
- I nervi a pezzi (Twisted Nerve), regia di Roy Boulting (1968)
- Lo specchio delle spie (The Looking Glass War), regia di Frank Pierson (1970)
- Nicola e Alessandra (Nicholas and Alexandra), regia di Franklin J. Schaffner (1971)
- Gli ultimi 10 giorni di Hitler (Hitler: The Last Ten Days), regia di Ennio De Concini (1973)
- Il giorno dello sciacallo (The Day of the Jackal), regia di Fred Zinnemann (1973)
- Soffici letti, dure battaglie (Soft Beds, Hard Battles), regia di Roy Boulting (1974)
- Il mistero della signora Gabler (Hedda), regia di Trevor Nunn (1975)
- L'avvocato del diavolo (Des Teufels Advokat), regia di Guy Green (1977)
- Joseph Andrews, regia di Tony Richardson (1977)
- I 39 scalini (The Thirty Nine Steps), regia di Don Sharp (1978)
- Il segreto di Agatha Christie (Agatha), regia di Michael Apted (1979)
- Taglio di diamanti (Rough Cut), regia di Don Siegel (1980)
- Grido di libertà (Cry Freedom), regia di Richard Attenborough (1987)
- La leggenda di un amore - Cinderella (Ever After), regia di Andy Tennant (1998)
- Giovanna d'Arco (Joan of Arc), regia di Luc Besson (1999)
- La carica dei 102 - Un nuovo colpo di coda (102 Dalmatians), regia di Kevin Lima (2000)
- Il quarto angelo (The Fourth Angel), regia di John Irvin (2001)
- Iris - Un amore vero (Iris), regia di Richard Eyre (2001)
- Amore senza confini (Beyond Borders), regia di Martin Campbell (2003)
- Sinbad - La leggenda dei sette mari (Sinbad: Legend of the Seven Seas), regia di Patrick Gilmore (2003) - voce
- Endgame, regia di Pete Travis (2009)

### Televisione
- Edoardo VII principe di Galles (Edward the Seventh) – serie TV, 9 episodi (1975)
- Miss Marple (Agatha Christie's Marple) – serie TV, episodio 1x04 (1985)
- L'ispettore Barnaby (Midsomer Murders) – serie TV, episodio 3x03 (2000)
- Coronation Street – soap opera, 7 puntate (2013)
- EastEnders – soap opera, 111 puntate (2014-2015)
- Gentleman Jack - Nessuna mi ha mai detto di no (Gentleman Jack) – serie TV, 16 episodi (2019-2022)

## Doppiatori italiani
Nelle versioni in italiano delle opere in cui ha recitato, Timothy West è stato doppiato da:
- Pietro Biondi in La leggenda di un amore - Cinderella, La carica dei 102 - Un nuovo colpo di coda
- Luciano De Ambrosis in Giovanna d'Arco, Sinbad - La leggenda dei sette mari
- Stefano Satta Flores in Il giorno dello sciacallo
- Sergio Fiorentini in Grido di libertà
- Gino La Monica in Iris - un amore vero
- Manlio De Angelis in Edoardo VII principe di Galles
- Carlo Valli in Gentleman Jack - Nessuna mi ha mai detto di no